# 渡辺さとみ
渡辺 さとみ（わたなべ さとみ、1995年11月26日 - ）は、日本のグラビアアイドル。ややロリ気味のフェイスと不釣り合いな100センチIカップの爆乳で人気を博した。

## 経歴
1995年11月26日、茨城県に生まれる。中学時代よりおっぱいが目立ち始める。
デビューのきっかけはスカウトだった。当時は胸がコンプレックスだったが、それを活かせる仕事があるならとグラビアの道へ進む。2016年よりDVDをリリース。並行して電子書籍もリリースしている。
2017年1月、杉作J太郎は彼女のおっぱいについて「100cmのド迫力Ⅰカップは鑑賞だけで癒やされる」とコメントした。同年3月、「アサ芸シークレット」が選ぶ「魅惑のバストBEST100」2016‐2017の95位に入賞。5月には「アサ芸シークレット」が選ぶ「今一番スゴいカラダ」ベスト100の20位に入賞。
2019年以降は「ふわみん」名義でも活動。2019年4月、ふわみんとしての1st DVD『ふわふわLOVE』を発売。2020年2月には2nd DVD『あふれる果実』をリリース。
グラドルのうさまりあのTweetによると、2020年9月頃引退。

### 人物・その他
趣味はアニメ鑑賞。今ハマっているアニメとして『盾の勇者の成り上がり』を挙げたことがある。特技は寝ること、食べること。
プライベートでの性格を聞かれ「私はＳです。優しそうな気弱な男性をいじめたいですね」と答えたこともある。

## 出演作

### DVD
- 渡辺さとみ(出演) (11 February 2016). ハックツ美少女　Revolution. BAGUS. ASIN B00GH5H60Y. EAN 4571284392342。
- 渡辺さとみ(出演) (7 April 2016). ギリグラ！！秘宝館 渡辺さとみ. BAGUS. EAN 4571284398572。
- 渡辺さとみ(出演) (16 June 2016). センチュリオン 渡辺さとみ. BAGUS.
- 渡辺さとみ(出演) (18 August 2016). センチュリオン 渡辺さとみ 2. BAGUS.
- 渡辺さとみ(出演) (20 October 2016). センチュリオン 渡辺さとみ 3. BAGUS.
- 渡辺さとみ(出演), 澤村力(監督) (15 December 2016). センチュリオン 渡辺さとみ4. BAGUS. ASIN B01N75VNZO. EAN 4571284367128。
- ふわみん(出演), 上村知之(監督) (18 April 2019). ふわふわLOVE. ギルド. EAN 4562354732038。
- ふわみん(出演) (31 January 2020). あふれる果実. スパイスビジュアル. EAN 4580583942813。
- ふわみん(出演) (20 June 2020). いいなりメイドはI-cup. ラインコミュニケーションズ.

### Blue-Ray
- 渡辺さとみ(出演) (7 April 2016). ギリグラ！！秘宝館 渡辺さとみ （ブルーレイディスク）. BAGUS. ASIN B01CU5OQYS. EAN 4571284392601。
- 渡辺さとみ(出演) (16 June 2016). センチュリオン 渡辺さとみ. BAGUS.
- 渡辺さとみ(出演) (20 October 2016). センチュリオン 渡辺さとみ 3. BAGUS.
- 渡辺さとみ(出演), 澤村力(監督) (15 December 2016). センチュリオン BD 渡辺さとみ4. BAGUS. ASIN B01MRL1DYG. EAN 4571284367135。

## 出版

### 電子書籍
- 『バスト100ｃｍのロリブルマ 渡辺さとみ』（2016/09）
- 『女子校生 Iカップ挑発BODY 渡辺さとみ』（2016/10）
- 『B100Iカップ ふわふわふわみん』（2016/11）
- 『Iがいっぱいふわみん　渡辺さとみ』（2016/11）
- 『全巻収録209枚 渡辺さとみ BEST vol.1』（2017/03）
- 『渡辺さとみ　Special Edition』萌得シリーズ（2024/07）

（以上、アイロゴスより発売）

### 雑誌
- 『週刊大衆』2016年4月4日号　グラビア[13]